# Грудень 2003
Грудень 2003 — дванадцятий, останній місяць 2003 року, що розпочався у понеділок 1 грудня та закінчився у середу 31 грудня.

## Події
- 4 грудня — під Варшавою розбився вертоліт Мі-8 з польським прем'єр-міністром Лешеком Міллером на борту,сам міністр серйозних травм не отримав.
- 8 грудня — у Сан-Хуані в Пуерто-Рико вбито чотири чоловіки та одна жінка важко поранено після різанини на дискотеці. Це найбільша бійня в Пуерто-Рико з 1988 року.
- 12 грудня — розпочалася трансляція каналу TVN Turbo.
- 12 грудня — Мік Джаггер посвячений у лицарі.
- 13 грудня — в Іраку був взятий в полон диктатор Саддам Хусейн.
- 16 грудня — Лінус Торвальдс випустив ядро Linux 2.6.0.
- 26 грудня — землетрус в районі стародавнього міста Бам в Ірані, загинуло 40 тис.осіб